# Gettin' Ready
Gettin' Ready è il quarto album del gruppo musicale statunitense The Temptations, pubblicato dalla Gordy, un'etichetta discografica della Motown, nel 1966.
L'uscita del disco viene anticipata da quella dei singoli Get Ready e Ain't Too Proud to Beg.

## Tracce

### Lato A
1. Say You
2. Little Miss Sweetness
3. Ain't Too Proud to Beg
4. Get Ready
5. Lonely, Lonely Man Am I
6. Too Busy Thinking About My Baby

### Lato B
1. I've Been Good to You
2. It's a Lonely World Without Your Love
3. Fading Away
4. Who You Gonna Run To
5. You're Not an Ordinary Girl
6. Not Now (I'll Tell You Later)